# Sabroso!
Sabroso! è un album di Mongo Santamaría, pubblicato dalla Fantasy Records nel 1960. Il disco fu registrato a San Francisco nel 1960.

## Tracce
Lato A
1. Que meravilloso – 2:43 (Rudi Calzado)
2. En la felicidad – 2:04 (Felix Legarreta)
3. Pachanga pá ti – 2:21 (Anna Duran)
4. Tulibamba – 3:58 (Mongo Santamaría)
5. Mambo de cuco – 3:50 (Nicholas Martinez)
6. El bote – 3:56 (Armando Peraza)
7. Pito pito – 2:43 (Mongo Santamaría)

Lato B
1. Guaguanco mania – 2:30 (Mongo Santamaría)
2. Ja, Ja-Ja – 3:00 (Anna Duran)
3. Tula hula – 2:36 (Armando Peraza)
4. Dimelo – 2:32 (Felix Legarreta)
5. A la luna me voy – 3:05 (Hernandez Avila,)
6. Para ti – 6:02 (Mongo Santamaría)

## Musicisti
Mongo Santamaría Y Su Orquesta
- Mongo Santamaría - congas, leader
- Willie Bobo - timbales
- Marcus Cabuto - tromba
- Louis Valizan - tromba
- Rolando Lozano - flauto
- José "Chombo" Silva - sassofono tenore, violino
- Felix "Pupi" Legarreta - violino
- René Hernandez - pianoforte
- Victor Venegas - contrabbasso
- Pete Escovedo - percussioni, voce
- Bayardo Velardi - percussioni, voce
- Rudy Calzado - voce